# Enric Carreras i Puigbò
Enric Carreras i Puigbò (Terrassa, 1 març de 1971) és un compositor i pianista català. És actiu produint rock simfònic i jazz, i ha produít set àlbums després de l'any 2000. També va crear música de new age, funk, electrònica i cinematogràfica.
Va produir una mitja dotzena de discos en col·laboració amb entitats com Josep Soto Quintet, Erwyn Seerutton i Kailash. Els seus propis àlbums són produïts a la discogràfica Temps Record.
Carrera ha figurat com presentador de programes a Canal Terrassa.

## Discografia[1]
En solitari
- Negre fosc (Temps Record, 2000)
- L'enigma de Shibam (Temps Record, 2003/2005)
- Off the Record (Temps Record, 2007/2008) – com Enric Carreras Eclectic Project
- Flores silvestres (Temps Record, 2011/2012) – banda sonora original a la película de Mikel Ardanaz
- Presagis (Temps Record, 2014/2015)
- Absències (Temps Record, 2016)
- Ikigai (Temps Record, 2021)

Col·laboracions
- Parabòlic (Picap, 2001), amb Josep Soto Quintet
- Mo mem sa (Temps Record, 2003), amb Erwyn's Sega 4
- Camí (Temps Record, 2004), amb Jazzspirit & Josep Maria Farràs
- Beyond My Mind (PAE, 2005), amb Erwyn Seerutton
- Groc (Temps Record, 2009), amb Josep Soto Quintet
- Allà on vagis (Anacrusi, 2015), amb Kailash